# Московская красавица

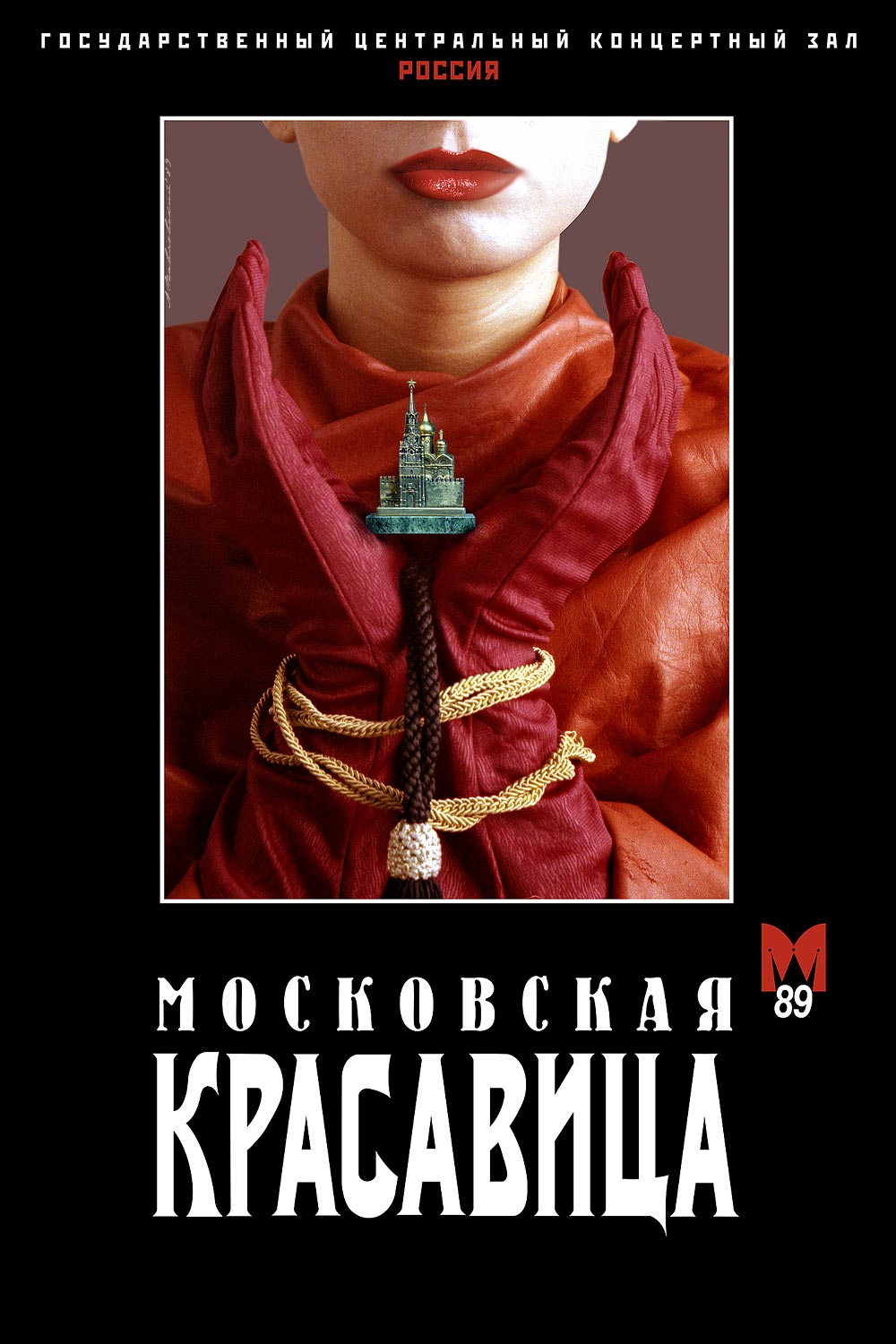
Презентационный плакат конкурса 1989 года. Автор: Андрей Павловский (CCA 3.0)

«Московская красавица» — конкурс красоты, проводившийся в городе Москве (СССР) в 1988, 1989, 1991 и 2016 годах.
Первым официальным конкурсом красоты в СССР стал конкурс «Московская красавица». Такое название возникло от того, что к участию в этом конкурсе наряду с незамужними студентками допускались и молодые мамы, и даже школьницы.

## Предыстория: 1987 год
«Пробным» конкурсом, со своей «прессой», стал смотр красавиц, организованный летом 1987 года в рамках праздника газеты «Московский Комсомолец» («МК»). Победительницей тогда была объявлена студентка Мария Глазовская. Конкурс, проведённый публично при большом стечении народа, не мог пройти незамеченным.

## Организация конкурса
Через год «МК», орган Московского Городского комитета ВЛКСМ (Комсомола), стал инициатором проведения общегородского конкурса красоты. Курирование нового мероприятия было возложено на Управление культуры при Исполнительном комитете Моссовета.
Существовало некоторое различие в понимании явления — от осторожного восторга до гневных протестов, ведь впервые советские девушки должны были предстать на публике в откровенных купальниках, да ещё и получить за это некоторое вознаграждение.
На пресс-конференции секретарь МГК ВЛКСМ Вячеслав Панькин выразился так:

Наш конкурс вовсе не коммерческий, он несёт важную, социально преобразующую функцию — спасти женщину от урбанизации, от затерянности в толпе, повысить престиж женщины в обществе.

Партнёром и спонсором был привлечён концерн Burda Moden. По словам члена оргкомитета журналистки Марины Парусниковой:

По каким параметрам отбирать красавиц? Этого мы не знали. Решили наконец, что участницами могут быть и замужние женщины, и иногородние. Например, одна из призёрш, будущая актриса Оксана Фандера, приехала из Одессы. Название «Мисс Москва» отвергли сразу и остановились на более общем: «Московская красавица».

## 1988
Первой «официально» признанной в СССР победительницей конкурса красоты стала в 1988 году 16-летняя москвичка Маша Калинина. Финал - с 10 по 12 июня. После конкурса Калинина сотрудничала в качестве фотомодели с Burda Moden, позднее поступила в актёрскую школу Голливуда.
Второе место заняла  актриса театра и кино Оксана Фандера. Третье место заняла Елена Передреева (9.04.1968).
Ведущим конкурса был Леонид Якубович.
Марина Парусникова, организатор первого в истории СССР конкурса красоты «Московская красавица-1988», в интервью газете «Иностранец»:

Когда в финале осталось шесть конкурсанток, мы поняли, что даже не посмотрели их паспорта. Заглянули… Оксана Фандера — не имела московской прописки, она тогда только приехала из Одессы покорять столицу. Значит, сделать её «Московской красавицей» по понятным причинам мы не могли. Поглядели в паспорт к другой. Ира Суворова оказалась замужем и с ребёнком. Снять её с конкурса нельзя: она одна из финалисток — приняли решение считать её «Миссис Москва». Пошли смотреть дальше: Лена Дурнева… Глупо, конечно, но представьте: как звучит — первая московская красавица Елена Дурнева. Поменять ей фамилию за один день — нереально. Потенциальных победительниц осталось трое: Лена Передреева, Катя Чиличкина и Маша Калинина. На самом деле вопрос стоял по-другому: Катя или Маша. Лена Передреева была необычайно хороша, но у неё был такой образ женщины-вамп, который никак не соответствовал поставленной нам сверху задаче выбрать девушку из народа. По сути это была лотерея чистой воды. Вертинская тогда сказала, что она отказывается от выбора первой красавицы Москвы — пусть лучше её вообще не будет. Чего мы, конечно, допустить не могли. Так эдаким Юрием Гагариным и стала Маша Калинина — красивая девушка с русским именем и фамилией.

## 1989
В финал конкурса (после долгого отбора длиною в полгода) из 5 тысяч претенденток вышли только 8 участниц. Победительницу определило голосование зрителей в зале и телезрителей по многоканальным телефонным линиям. «Московской красавицей-1989» была названа 20-летняя студентка-комсомолка Лариса Литичевская. В следующем году Лариса Литичевская завоевала титул — Miss World Cup-1990 («Мисс Кубок мира-1990»). Лариса родилась 5 марта 1969 года в Москве. Когда получила корону «Московской красавицы», училась в Московском технологическом институте пищевой промышленности. Фрагмент её интервью после победы:

Люблю, когда меня окружают весёлые, остроумные люди. Играю в баскетбол и теннис. Любимый писатель — Ремарк. Жанна Агузарова — мой идеал женщины. Верю только в счастливые приметы.
— 

## 1990
Конкурс не проводился.

## 1991

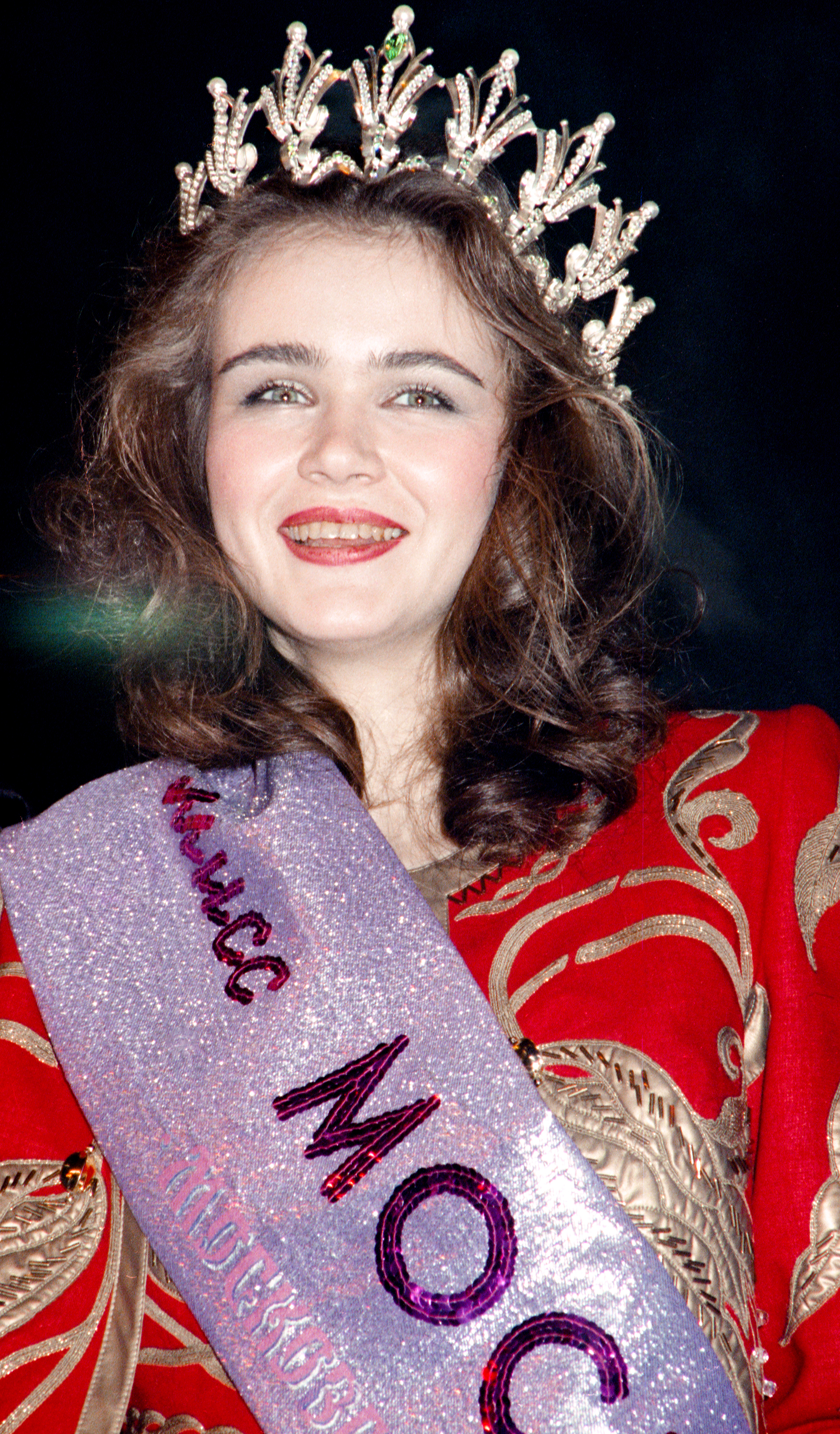
М. Шуленина

Конкурс 1991 года проводился с наиболее сложной схемой предварительного отбора. В финале, проходившем в Государственном Центральном концертном зале «Россия», участвовали двенадцать претенденток. Символом-«именем» каждой было название месяца, поскольку основой сценарного решения финала стала тема «Времена года».
В этот раз право назвать Королеву было предоставлено зрителям. В фойе ГКЦЗ «Россия» были выставлены огромные по тому времени цветные фотографии соискательниц, выполненные в дизайн-студии, и специальные контейнеры для голосования. Зрители голосовали билетами.
«Август» оказался счастливым для победительницы — студентки четвертого курса Московского авиационного института Майи Шулениной. Вместе с голосами телезрителей Майя получила более 17 тысяч голосов.
На этом история конкурсов «Московская красавица» оборвалась. Достойна внимания серьёзность подхода к их организации: привлекали наиболее популярных и профессиональных людей в области концертной и рекламной деятельности. Ведущим и сценаристом первого конкурса был Л. Якубович (сценарий, совместно с В. Белевичем); бессменным организатором — М. Парусникова; сценографом — Главный художник ГЦКЗ Россия, Заслуженный художник РФ А. Мальков; дизайнером рекламы — А. Павловский; Главным режиссёром — Заслуженный деятель искусств Российской Федерации С. Винников.
Использовался потенциал коллектива ГЦКЗ «Россия». Всё это позволило провести программы первого в новейшей истории России конкурса красоты на достойном профессиональном уровне. Чуть позже появились другие конкурсы всесоюзного и всероссийского масштаба: Мисс СССР, Мисс Россия, Краса России, Мисс Москва и прочие.

## 2016
В 2016 году был поведен конкурс красоты с названием «Московская красавица», победительницей которого стала Анна Ушакова.

## В культуре
В 1991 году был снят художественный фильм «Московские красавицы», сюжет которого строился вокруг проведения в СССР конкурса красоты.